# CGM
CGM (zkratka z anglického Computer Graphics Metafile) je svobodný a otevřený mezinárodní standard pro formát souborů dvourozměrné vektorové grafiky, rastrové grafiky a textu. Definovala jej Mezinárodní organizace pro normalizaci jako ISO 8632 a Mezinárodní elektrotechnická komise jako ISO/IEC 8632. Jako standard jej uznává také Americký národní standardizační institut. Konsorcium W3C definovalo WebCGM pro použití CGM na webu.
V běžné počítačové grafice se CGM příliš nepoužívá, například na webu je upřednostňován formát SVG. Významnější je využití CGM v průmyslu, ale i tam má konkurenci, například formát DXF.